# Microloma
Microloma ist eine Pflanzengattung in der Unterfamilie der Seidenpflanzengewächse (Asclepiadoideae) innerhalb der Familie der Hundsgiftgewächse (Apocynaceae). Es gibt etwa zwölf Arten in der Gattung Microloma, die alle in Südafrika und im südlichen Namibia beheimatet sind.

## Beschreibung

### Vegetative Merkmale
Die Microloma-Arten sind an der Basis verholzende Schlingpflanzen oder Sträucher, die Wuchshöhen von bis etwa 100 cm (oder 150 cm) erreichen. Der Milchsaft ist farblos. Der holzige Wurzelstock besteht aus faserigen, spindelförmigen oder auch knolligen Wurzeln. Die Pflanzen sind langlebig, die Hauptsprossachse erreicht an der Basis einen Durchmesser von 5 cm. Gewöhnlich erscheint nur ein einzelner, verholzter Trieb an der Oberfläche, der sich dann in gewisser Höhe über dem Boden verzweigt. Die Sprossachsen besitzen eine korkartige Borke, die an einzelnen Stellen auch dicht filzig ist. Die Pflanzenhaare liegen dicht an der Oberfläche. Bei manchen Arten sterben die oberirdischen Pflanzenteile während der Sommertrockenheit ab, bei anderen Arten ist bis auf ganz junge Sprossachsen kein Absterben während der Sommertrockenheit zu beobachten.
Die Laubblätter sind ausdauernd oder auch hinfällig. Sie sind meist gegenständig oder selten alternierend und sitzen fast direkt an der Sprossachse an. Die Blattspreiten sind fleischig oder ledrig, 0,4 bis 7 cm lang, 0,1 bis 0,7 cm breit mit einer dreieckigen, elliptischen oder linealischen Form, basal auch keil- oder ohrförmig. Sie sind kahl, wenig behaart bis dicht behaart.

### Blütenstand und Blüten
Die zahlreichen einzeln stehenden Blütenstände entspringen nicht den Blattachsen, sondern längsseits der Blätter. Sie sind subsessil bis gestielt, kürzer als die Blätter und 1- bis 15-blütig. Die Blütenstandsschäfte sind ungefähr so lang wie die Blütenstiele, wenig und fein flaumig behaart. Auch die Blütenstiele sind kahl oder fein flaumig behaart. Die Blüten eines Blütenstandes entwickeln sich bei den meisten Arten nahezu gleichzeitig. Auch die Blütenstände blühen oft gleichzeitig. Andere Arten bilden aber über einen längeren Zeitraum Blüten (beispielsweise Microloma sagittatum und Microloma calycinum).
Der Kelch besitzt ungefähr die Hälfte der Länge der Blütenkrone. Der Blütenkelch ist glockenförmig oder auch verdreht und basal verwachsen. Die Kelchblätter sind lanzettförmig bis dreieckig und apikal zugespitzt. Sie haben meist den Farbton des unteren Teils der Blütenkrone, seltener auch grün. Eine Ausnahme stellen Microloma calycinum und Microloma penicillatum dar, deren lange, lanzettförmige Kelchblätter ausgespreizt und pinkrot oder tiefrot gefärbt sind. Die Blütenkrone ist 2 bis 9 mm lang, zylindrisch, eher röhrenförmig oder zur Basis etwas breiter werdend (urnenförmig), häufig auch in der Mitte etwas eingeschnürt oder um die Mündung etwas aufgebläht. Sie ist im Querschnitt mehr oder weniger deutlich abgerundet fünfseitig. Die Kronblätter sind meist zwischen der Hälfte und drei Viertel der Gesamtlänge verwachsen (oder auch über die gesamte Länge) und mit Längsrippen (= stark konvex nach außen gebogene Kronblätter) versehen. Sie sind an der Basis weiß, gelb, orangerot oder rot, an der Spitze grünlich bis gelblich. Sie sind innen selten kahl oder fein flaumig, meist stark behaart. Wenn die Innenseite behaart ist, dann sind die nach unten gerichteten, steifen Haare in einem Ring um den apikalen Teil des Gynostegiums konzentriert. Die Spitzen der Kronblätterzipfel sind leicht nach rechts gedreht. Die Kronblätter sind gerundet dreieckig oder auch breit gerundet bis annähernd rundlich, nach innen eingekrümmt, und die Kronröhre wird dadurch verschlossen. Eine staminale Nebenkrone fehlt. Das Gynostegium ist gestielt und quasi eingeschlossen in der Blütenkrone. Der Apex ist konisch zulaufend. Die Staubgefäße sind dreieckig und apikal stumpf zulaufend. Sie sind deutlich länger als breit und haben auf der Außenseite eine schmale Rinne, eine Art „Führungsschiene“ (englisch guide rail). Die Pollinien sind 0,5 bis 1 mm. Die Blüten produzieren reichlich süßen Nektar, der das Innere der Kronröhre weitgehend auffüllen kann.

### Früchte, Samen und Keimung
Die glatten, hellbraunen Balgfrüchte stehen solitär und hängen. Sie sind 2 bis 10 cm lang und 4 bis 8 mm im Durchmesser. Eine Balgfrucht enthält 3 bis 35 Samen. Die Anzahl der Samen pro Frucht ist innerhalb der Art in gewissen Grenzen konstant. Die Samen sind hellbraun bis braungelb, gelegentlich auch pinkfarben, und birnenförmig im Umriss. Die Oberseite ist mehr oder weniger abgeflacht, die Unterseite stark gewölbt.
Die Keimung ist stark verzögert: Von der Aussaat bis zur Keimung dauert es auch unter günstigen Bedingungen 3 bis 8 Tage.

### Chromosomenzahlen
Die Chromosomenzahl beträgt 2n = 20 (bei Microloma incanum, Microloma sagittatum und Microloma tenuifolium).

## Ökologie
Die Blüten der Microloma-Arten sind während der Dauer der Anthese praktisch geschlossen. Sie verhindern das Eindringen von kleinen Insekten, beispielsweise Ameisen, die den reichlichen Vorrat an Nektar zwar Konsumieren würden, jedoch nicht für die Befruchtung der Blüte in Frage kommen bzw. in der Lage sind, weil zu klein, die relativ großen Pollinien von einer Blüte zur anderen zu transportieren. Die Blüten können nur von großen Insekten mit einem langen Rüssel geöffnet werden. Die steifen Haare und die Führungsschienen auf der Außenseite der Staubgefäße verhindern eine seitliche Bewegung des Rüssels weitgehend; der Rüssel wird, mit den angehefteten länglichen Pollinien, durch die nach unten gerichteten Haare an der Innenseite der Blütenkrone und die Führungsschiene auf der Außenseite der Staubgefäße nach unten geführt. Mitgebrachte Pollinien werden beim Zurückziehen des Rüssels am unteren Ende der Führungsschiene abgestreift und eventuell werden neue Pollinien abgerissen und bleiben am Rüssel kleben.

## Vorkommen
Die Microloma-Arten kommen in der Republik Südafrika und in Namibia im Gebiet der Winterregen vor. In der Republik Südafrika sind dies die Provinzen Westkap, Nordkap und Ostkap. Im Gebirge steigen sie bis in Höhenlagen von 2000 Meter. Es sind also Florenelemente der Capensis.

## Systematik
Die Gattung wurde von Robert Brown aufgestellt. Die Typusart ist Microloma sagittatum (L.) R.Br.
Derzeit werden etwa 12–13 Arten zur Gattung Microloma gestellt:
- Microloma armatum (Thunb.) Schltr. ex Gilg (mit den zwei Varietäten Microloma armatum var. armatum (Syn.: Microloma massonii (Schult.) Schltr.) und Microloma armatum var. burchellii (N.E.Br.) Bruyns): Sie kommt im südlichen Afrika vor.[3]
- Microloma calycinum E.Meyer: Sie kommt vom südwestlichen Namibia bis zur nördlichen Kapprovinz vor.[3]
- Microloma hereroense Wanntorp: Sie kommt im westlichen Namibia vor.[3]
- Microloma incanum Decne.: Sie kommt von Namibia bis zur nördlichen Kapprovinz vor.[3]
- Microloma lanatum Wanntorp: Sie kommt in Namibia vor.[3]
- Microloma longituba Schltr.: Sie kommt von Namibia bis zur nördlichen Kapprovinz vor.[3]
- Microloma namaquense H.Bolus: Sie kommt in der nordwestlichen Kapprovinz vor.[3]
- Microloma penicillatum Schltr.: Sie kommt im südwestlichen Namibia vor.[3]
- Microloma poicilanthum H.Huber: Sie kommt vom südwestlichen Namibia bis zur nördlichen Kapprovinz vor.[3]
- Microloma sagittatum (L.) R.Br. (Syn.: Microloma hastatum Decne.): Sie kommt nur in der Kapprovinz vor.[3]
- Microloma tenuifolium (L.) K.Schum. (Syn.: Microloma lineare R.Br.): Sie kommt in der südwestlichen Kapprovinz vor.[3]

Nicht mehr zu dieser Gattung wird gerechnet:
- Microloma angustifolium Buch.-Ham. ex Hook.f. => Leptadenia pyrotechnica (Forssk.) Decne.[3][1]

## Belege

### Online
- Sigrid Liede-Schumann & Ulrich Meve: The Genera of Asclepiadoideae, Secamonoideae and Periplocoideae (Apocynaceae) - Microloma R. Br. (Asclepiadeae). (Stand 2006).